# Richie Hawtin

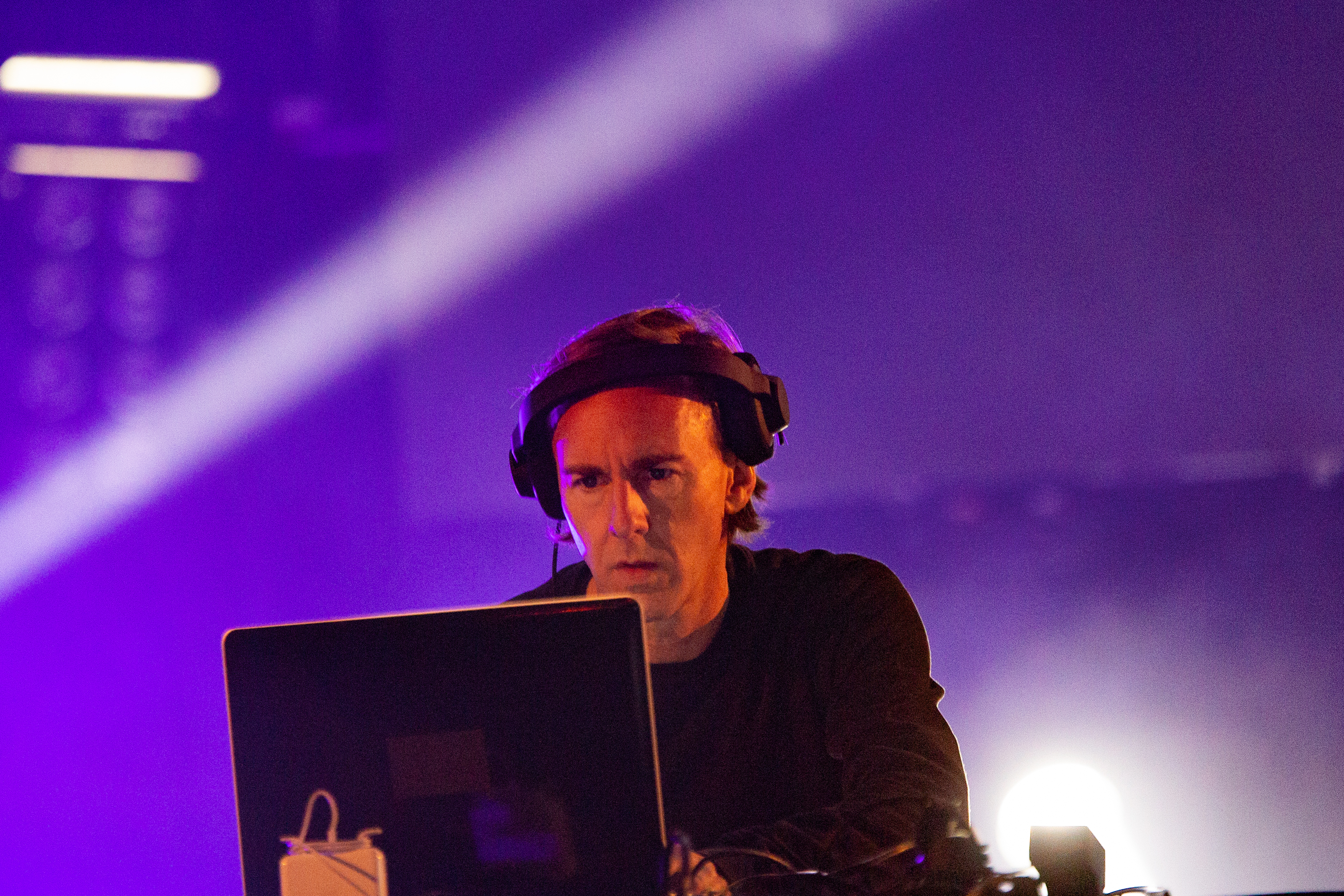
Richie Hawtin

Richie Hawtin (ur. 4 czerwca 1970) – kanadyjski muzyk tworzący muzykę elektroniczną, związany z gatunkami ambient i techno oraz ze sceną elektroniczną z Detroit. Hawtin reprezentuje minimalistyczne podejście do muzyki – nawet jego produkcje z kręgu techno daleko odbiegają od tanecznych korzeni tej muzyki. Przy współpracy z Pete’em Namlookiem nagrał cykl albumów From Within.

## Dyskografia
- 1995 MixMag Live!, Vol. 1
- 1998 Concept Mix
- 1998 X-Mix, Vol. 3 – Enter Digital Reality
- 1998 Concept 1 96 -V –
- 1999 Decks, EFX & 909
- 2001 Mixmag Live, Vol. 20
- 2001 DE9 – Closer to the Edit
- 2002 The Sound of the Third Season

- Cykl From Within:
  - 1994 From Within 1
  - 1995 From Within 2
  - 1997 From Within 3 – Silent Intelligence
- 2015: From My Mind To Yours

- Jako Plastikman wydał serię albumów:
  - 1993 Sheet One
  - 1994 Musik
  - 1998 Consumed
  - 1998 Artifakts (BC)[1]
  - 2003 Closer
  - 2010 To the power of 9: Kompilation
  - 2011 Arkives
  - 2014 EX